# Elizabeth Del Mar
Elizabeth Del Mar (San Bernardino, California; 8 de julio de 1983) es una actriz pornográfica estadounidense.

## Carrera en el porno
Su primera experiencia en el hardcore fue en la serie cinematográfica New Girls in Town. En su carrera para el cine adulto ha participado en más de 70 películas y también en varios sitios web. Ha hecho varios tipos de escenas, incluyendo sexo anal, interracial, gonzo y chica-chica.

## Premios
- 2003 – AVN Awards Nominación – Mejor escena en solitario (por Screaming Orgasms 7)
- 2002 – Nominada para CAVR Award – New Starlet